# 극궤도
극궤도(極軌道, polar orbit)는 위성이 남과 북의 양극을 통과하는 궤도를 말한다. 이 궤도를 도는 위성을 극궤도위성(極軌道衛星, satellite in polar orbit)이라고 부르며, 경사각을 90°로 하여 돈다. 극궤도위성은 남북으로 지구회전축을 포함하는 궤도를 그리므로, 지구가 자전함에 따라 지구의 모든 면을 관찰할 수 있다. 그래서 구소련은 군사정찰용위성, 기상위성 등을 이 궤도에 올려 놓았고, 미국도 군사위성과 지구환경조사위성을 극궤도에 올려 놓았다.